# Zhang Guolao
Zhāng Guǒ (ch.t. : 張果) ou Zhāng Guǒ Lǎo / Tchang Kouo-lao / Chang Kuo-lao (張果老) « Zhang Guo l’ancien » est un taoïste semi-légendaire de la dynastie Tang, alchimiste, devin et spécialiste des pratiques de longue vie, de la technique respiratoire fuqi (服氣) en particulier. Il prétendait être si vieux qu’il aurait servi sous l’empereur Yao, d’où son surnom. Il se serait souvent nourri d’alcool médicinal dont il connaissait plusieurs recettes. Il a été divinisé et intégré au groupe des Huit immortels ; son anniversaire divin est le 23e jour du 11e mois lunaire.
On l’appelle aussi le « Maître qui comprend le mystère » (Tongxuan Xiānshēng 通玄先生), titre qui lui aurait été accordé par l’empereur Xuanzong.
Il est représenté monté – parfois à l’envers - sur un âne souvent décrit comme blanc, tenant en main le symbole qui le représente dans le groupe des Huit immortels : un tambour cylindrique yugu (魚鼓) ,qui résonne en sanskrit et sert à la divination tout en éloignant les influences néfastes. Son âne n’est pas un animal ordinaire : il peut faire mille lis par jour ; son maître le replie comme une feuille de papier à l’arrivée et lui restitue sa forme première en crachant de l’eau dessus.

## Biographie-légende

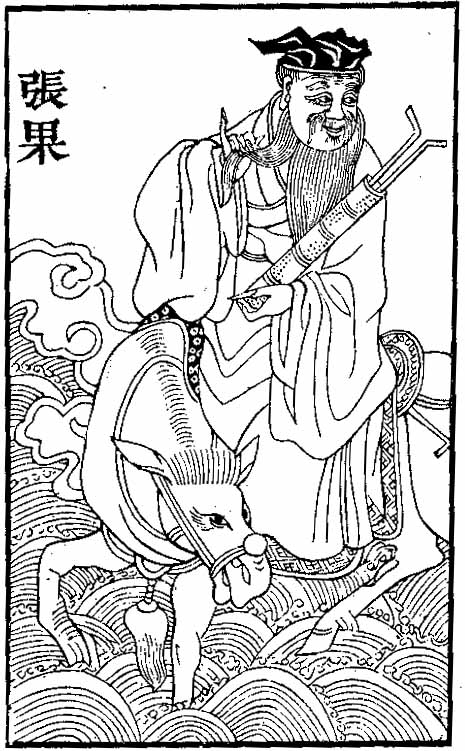
Zhang Guo Lao sur son âne magique, tenant le tambour yugu

Il existe des traces de son existence dans les sources historiques et les recueils d’anecdotes, mais les faits mentionnés semblent presque tous légendaires. Il aurait eu pour base le mont Zhitiao (枝條山) de la chaîne Beiheng, district de Hengzhou (恆州) au Shanxi, tout en voyageant constamment entre la Fen et la Jin (晉), le Shanxi et le Hebei. En vrai taoïste, il refusait les fonctions et attachements sociaux. Les empereurs Taizong, Gaozong et l’impératrice Wu Zetian l'auraient fait chercher pour lui offrir un poste, mais il refusa de suivre les envoyés. En fait, il tomba raide devant leurs yeux pour ressusciter un peu plus tard, le danger passé. Dans le cas de Wu zetian – dont la délégation était sans doute plus méfiante – il fit même pourrir son corps devant leurs yeux pour les persuader de son décès.
Xuanzong aurait chargé en 734 le préfet de Hengzhou de l’inviter. Après avoir usé de sa stratégie habituelle, il aurait finalement accepté de se rendre à la cour où il reçut une fonction. Il existe de nombreuses anecdotes relatant comment il étonnait l’empereur et son entourage par sa magie et sa préscience. Néanmoins, il aurait refusé une alliance avec la princesse Yuzhen (玉真公主), demi-sœur de l’empereur, et finit par se retirer dans ses montagnes où il mourut peu après - mais ses disciples trouvèrent sa tombe vide quand ils l’ouvrirent.

## Influence sur le taoïsme
Plusieurs textes sont attribués à Zhang Guo, dont il ne reste qu’une partie. Ils discutent d’alchimie externe mais surtout interne, pour laquelle il préconise une technique en neuf stades et trois niveaux, et le travail conjoint du xing et du ming. Il serait aussi le créateur de la technique sexuelle du cinabre yin (陰丹) très en vogue sous les Tang. Certains de ses textes offrent des ressemblances avec ceux de Chen Shaowei (陳少微) ou Jinlingzi (金陵子).

## Autres
Une figure du wushu de l’homme ivre porte son nom.
Selon la tradition locale de Hengzhou, Shanxi, une marque en creux dans la pierre du mont Guolao est son empreinte, et mettre le pied dedans est censé porter bonheur.